# Amphoe Ban Chang
Amphoe Ban Chang (in Thai: อำเภอ บ้านฉาง) ist ein Landkreis (Amphoe – Verwaltungs-Distrikt) in der Provinz Rayong. Die Provinz Rayong liegt im Südosten der Zentralregion von Thailand.

## Geographie
Benachbarte Distrikte (von Westen im Uhrzeigersinn): die Amphoe Sattahip und Bang Lamung der Provinz Chonburi sowie Amphoe Nikhom Phatthana und Amphoe Mueang Rayong der Provinz Rayong. Im Süden liegt der Golf von Thailand.

## Geschichte
Ban Chang war ursprünglich Tambon Phala im Amphoe Mueang Rayong. Da seit 1963 die USA den Flughafen Utapao als Luftstützpunkt benutzten, wurde die Anwohnerzahl schnell größer. Daher richtete die Regierung am 7. Mai 1976 den „Zweigkreis“ (King Amphoe) Ban Chang ein, indem zwei Tambon vom Amphoe Mueang abgetrennt wurden. Am 16. März 1985 bekam er den vollen Amphoe-Status.

## Verkehr
In Amphoe Ban Chang befindet sich der Flughafen U-Tapao-Rayong-Pattaya.

## Verwaltung

### Provinzverwaltung
Der Landkreis Ban Chang ist in drei Tambon („Unterbezirke“ oder „Gemeinden“) eingeteilt, die sich weiter in 22 Muban („Dörfer“) unterteilen.
| Nr. | Name        | Thai    | Muban | Einw.  |
| --- | ----------- | ------- | ----- | ------ |
| 01. | Samnak Thon | สำนักท้อน | 08    | 19.888 |
| 02. | Phla        | พลา     | 07    | 13.543 |
| 03. | Ban Chang   | บ้านฉาง  | 07    | 31.614 |

### Lokalverwaltung
Es gibt eine Kommune mit „Stadt“-Status (Thesaban Mueang) im Landkreis:
- Ban Chang (Thai: เทศบาลเมืองบ้านฉาง) bestehend aus den Teilen der Tambon Phla, Ban Chang.

Es gibt drei Kommunen mit „Kleinstadt“-Status (Thesaban Tambon) im Landkreis:
- Samnak Thon (Thai: เทศบาลตำบลสำนักท้อน) bestehend aus Teilen des Tambon Samnak Thon.
- Ban Chang (Thai: เทศบาลตำบลบ้านฉาง) bestehend aus Teilen des Tambon Ban Chang.
- Phla (Thai: เทศบาลตำบลพลา) bestehend aus Teilen des Tambon Phla.

Außerdem gibt es eine „Tambon-Verwaltungsorganisationen“ (องค์การบริหารส่วนตำบล – Tambon Administrative Organizations, TAO)
- Samnak Thon (Thai: องค์การบริหารส่วนตำบลสำนักท้อน) bestehend aus Teilen des Tambon Samnak Thon.